# Campeonato Europeo de Gimnasia Artística de 2024
El XXXVI Campeonato Europeo de Gimnasia Artística se celebró en Rímini (Italia) entre el 24 de abril y el 5 de mayo de 2024 bajo la organización de la Unión Europea de Gimnasia (UEG) y la Federación Italiana de Gimnasia.
Las competiciones se realizaron en las instalaciones de la Feria de Rímini.

## Resultados

### Masculino
| Evento                         | Oro                                                                                                  | Plata                                                                                 | Bronce                                                                                                  |
| ------------------------------ | --- | ------------------------------------------------------------------------------------- | --- |
| Concurso completo ind. (24.04) | Marios Yeoryíu Chipre 84,265 pts.                                                                    | Oleh Verniayev · Ucrania · 84,031 pts.                                                | Yumin Abbadini · Italia · 83,765 pts.                                                                   |
| Suelo (26.04)                  | Luke Whitehouse Reino Unido 14,866                                                                   | Artiom Dolgopiat Israel 14,833                                                        | Krisztofer Mészáros · Hungría · 14,600                                                                  |
| Caballo con arcos (26.04)      | Rhys McClenaghan Irlanda 15,300                                                                      | Loran de Munck · Países Bajos · 14,933                                                | Marios Yeoryíu Chipre 14,800                                                                            |
| Anillas (26.04)                | Eleftherios Petrunias · Grecia · 15,000                                                              | Nikita Simonov Azerbaiyán 14,900                                                      | Adem Asil Turquía 14,900                                                                                |
| Salto de potro (27.04)         | Jake Jarman Reino Unido 14,833                                                                       | Artur Davtian Armenia 14,850                                                          | Nazar Chepurny · Ucrania · 14,749                                                                       |
| Paralelas (27.04)              | Ilia Kovtun · Ucrania · 15,633                                                                       | Marios Yeoryíu Chipre 14,866                                                          | Noe Seifert · Suiza · 14,833                                                                            |
| Barra fija (27.04)             | Ilia Kovtun · Ucrania · 14,600                                                                       | Robert Tvorogal · Lituania · 14,566                                                   | Marios Yeoryíu Chipre 14,366                                                                            |
| Concurso por equipos (28.04)   | Ucrania · Nazar Chepurny · Ilia Kovtun · Ihor Radivilov · Radomyr Stelmaj · Oleh Verniayev · 255,762 | Reino Unido Joe Fraser James Hall Harry Hepworth Jake Jarman Courtney Tulloch 255,429 | Italia · Yumin Abbadini · Lorenzo Casali · Matteo Levantesi · Marco Lodadio · Mario Macchiati · 252,560 |

### Femenino
| Evento                         | Oro                                                                                               | Plata                                                                                          | Bronce                                                                                              |
| ------------------------------ | ------------------------------------------------------------------------------------------------- | ---------------------------------------------------------------------------------------------- | --------------------------------------------------------------------------------------------------- |
| Concurso completo ind. (02.05) | Manila Esposito · Italia · 55,432 pts.                                                            | Alice D'Amato · Italia · 54,831 pts.                                                           | Alice Kinsella Reino Unido 53,599 pts.                                                              |
| Salto de potro (04.05)         | Coline Devillard Francia 13,866                                                                   | Valentina Gueorguieva Bulgaria 13,799                                                          | Ming van Eijken Francia 13,699                                                                      |
| Barras asimétricas (04.05)     | Alice D'Amato · Italia · 14,600                                                                   | Elisa Iorio · Italia · 14,366                                                                  | Georgia-Mae Fenton Reino Unido 13,900                                                               |
| Barra (04.05)                  | Manila Esposito · Italia · 14,400                                                                 | Sabrina Maneca-Voinea · Rumania · 14,166                                                       | Marine Boyer Francia 14,033                                                                         |
| Suelo (04.05)                  | Manila Esposito · Italia · 13,833                                                                 | Sabrina Maneca-Voinea · Rumania · 13,700                                                       | Angela Andreoli · Italia · 13,666                                                                   |
| Concurso por equipos (05.05)   | Italia · Angela Andreoli · Alice D'Amato · Asia D'Amato · Manila Esposito · Elisa Iorio · 164,162 | Reino Unido Rebecca Downie Ruby Evans Georgia-Mae Fenton Alice Kinsella Abigail Martin 162,162 | Francia Marine Boyer Lorette Charpy Coline Devillard Morgane Osyssek-Reimer Ming van Eijken 158,796 |

## Medallero
| Núm. | País         | Oro | Plata | Bronce | Total |
| ---- | ------------ | --- | ----- | ------ | ----- |
| 1    | Italia       | 5   | 2     | 3      | 10    |
| 2    | Ucrania      | 3   | 1     | 1      | 5     |
| 3    | Reino Unido  | 2   | 2     | 2      | 6     |
| 4    | Chipre       | 1   | 1     | 2      | 4     |
| 5    | Francia      | 1   | 0     | 3      | 4     |
| 6    | Grecia       | 1   | 0     | 0      | 1     |
| 6    | Irlanda      | 1   | 0     | 0      | 1     |
| 8    | Rumania      | 0   | 2     | 0      | 2     |
| 9    | Armenia      | 0   | 1     | 0      | 1     |
| 9    | Azerbaiyán   | 0   | 1     | 0      | 1     |
| 9    | Bulgaria     | 0   | 1     | 0      | 1     |
| 9    | Israel       | 0   | 1     | 0      | 1     |
| 9    | Lituania     | 0   | 1     | 0      | 1     |
| 9    | Países Bajos | 0   | 1     | 0      | 1     |
| 15   | Hungría      | 0   | 0     | 1      | 1     |
| 15   | Suiza        | 0   | 0     | 1      | 1     |
| 15   | Turquía      | 0   | 0     | 1      | 1     |
|      | TOTAL        | 14  | 14    | 14     | 42    |